# Ерофейка (Вологодская область)
Ерофейка — деревня в Вологодском районе Вологодской области.
Входит в состав Сосновского сельского поселения, с точки зрения административно-территориального деления — в Сосновский сельсовет.
Расстояние по автодороге до районного центра Вологды — 24 км, до центра муниципального образования Сосновки — 4,5 км. Ближайшие населённые пункты — Голузино, Корюкино, Новый Источник, Лапач, Сосновка, Лавкино, Руново, Чернухино.
По переписи 2002 года население — 144 человека (72 мужчины, 72 женщины). Преобладающая национальность — русские (97 %).